# SHA'Y (service de renseignement)
Pour les articles homonymes, voir Shay (homonymie).
Le SHA'Y (Sherut ha'Yediot ha'Artzit ou Service d’information national, parfois orthographié SHAI) était à l’époque du mandat britannique sur la Palestine un service de renseignements et de contre-espionnage de la Haganah, embryon du futur Mossad jusqu’à l’établissement de l’État d’Israël.
Durant la Seconde Guerre mondiale, les services spéciaux britanniques fournirent la Haganah en armes et fonds en échange d’experts en langues et d'aides à la réalisation d’opérations. Les Britanniques fournirent un entraînement de commandos pour les opérations spéciales à des vétérans du SHAY et du FOSH au travers d’une école d’entraînement désignée sous le nom de code ME 102 mise sur pied par le MI4.
Dès ses origines, il possède un service chargé de recruter des Palestiniens qui lui fournissent des informations.